# Lipinki (powiat Świecki)
Lipinki is een plaats in het Poolse district  Świecki, woiwodschap Koejavië-Pommeren. De plaats maakt deel uit van de gemeente Warlubie en telt 500 inwoners.